# Reynès
Reynès (Catalaans: Reiners) is een gemeente in het Franse departement Pyrénées-Orientales (regio Occitanie). De plaats maakt deel uit van het arrondissement Céret. Reynès telde op 1 januari 2022 1.234 inwoners.

## Geografie
De oppervlakte van Reynès bedroeg op 1 januari 2022 27,56 vierkante kilometer; de bevolkingsdichtheid was toen 44,8 inwoners per km². De gemeente ligt in Vallespir.

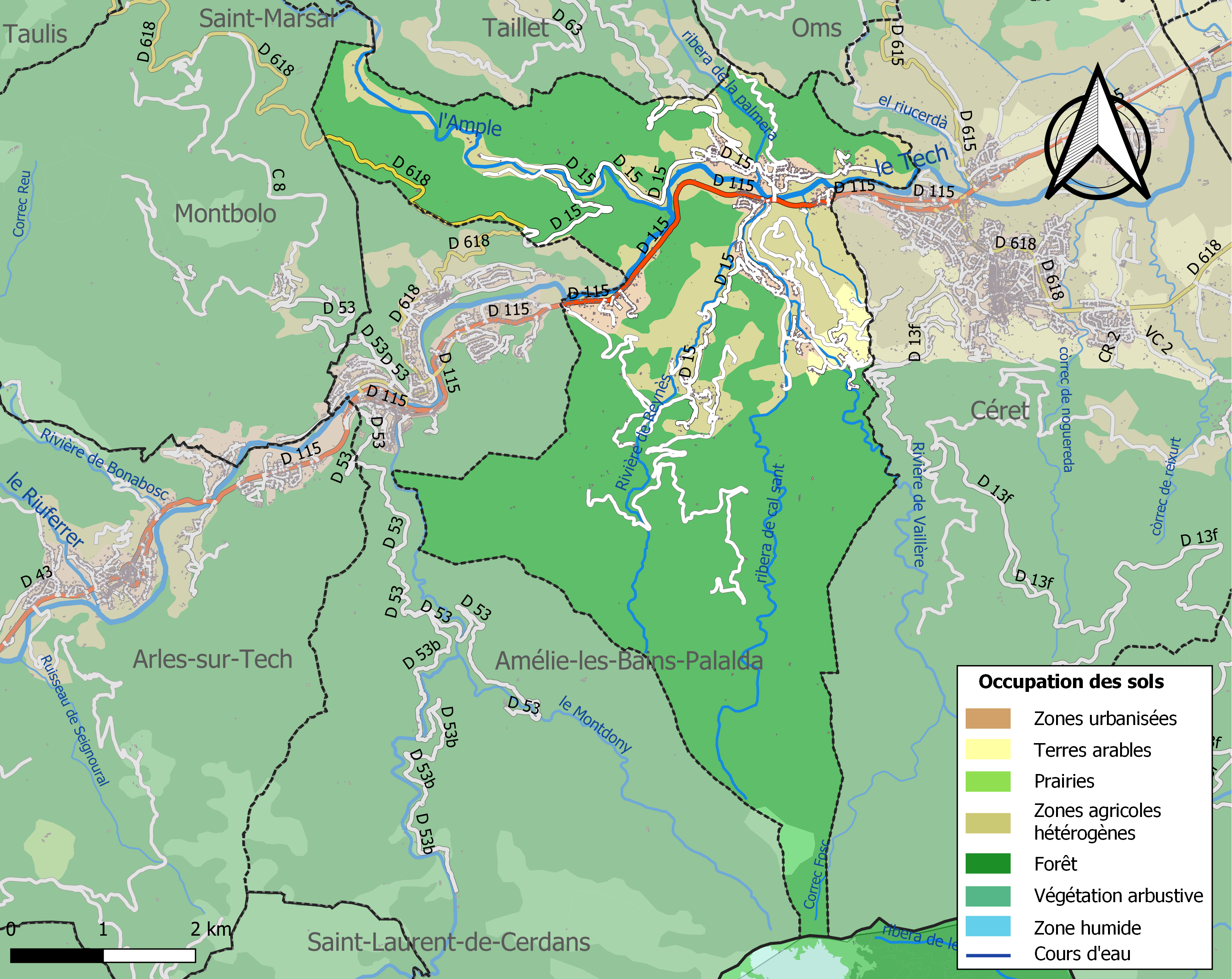
Kaart van de gemeente met de belangrijkste infrastructuur, bodemgebruik en omliggende gemeenten

## Demografie
Onderstaande figuur toont het verloop van het inwonertal (bron: INSEE-tellingen).